# Duhok
Duhok (también Dohuk, Dahūk, Dahuk, Dhok, en siríaco Nohadrā y en árabe نوهدرة o Nōhidrāh) es una ciudad de Irak, perteneciente a la región autónoma del Kurdistán iraquí, en el norte del país. Es la capital de la gobernación homónima
La zona urbanizada presenta una disposición alargada. La ciudad, que se encuentra entre dos cadenas montañosas, es cruzada por dos ríos (Duhok y Heshkarow). La población es mayoritariamente kurda y cuenta con minorías de asirios, caldeos, árabes y armenios. Se convirtió en la capital de la gobernación de Duhok después de la creación de esta el 27 de mayo de 1969.